# كهف فالبوركيرو
كهف فالبوركيرو (بالإسبانية: Cueva de Valporquero)‏ يقع في شمال مقاطعة ليون، إسبانيا، بالقرب من قرية فالبوركويرو دي توريو في بلدية فيجاسيرفيرا وعلى بعد 47 كم من العاصمة ليون. مفتوحة للسياحة منذ عام 1966، تتم الإدارة من قبل ديبوتاسيون دي ليون.

## وصلات خارجية
- The Official Tourism Website of the Province of Leon
- Leonese Provincial Government